# Joan Collet i Diví
Joan Collet i Diví (Argentona, Maresme, 1 de desembre de 1961) és un empresari català del sector de la promoció i la publicitat.
El 20 de novembre del 2012 va esdevenir el 27è president del RCD Espanyol, després de ser-ne conseller delegat durant les dues presidències anteriors; també n'és conseller delegat i, per tant, el primer executiu de l'entitat. Des d'octubre de 2013 és també membre de la junta directiva de la Reial Federació Espanyola de Futbol, on està a càrrec de la gestió de la federació i assisteix el seu president en la presa de decisions importants.

## Trajectòria professional
Empresari amb experiència en el sector de promoció i publicitat, Joan Collet va forjar el seu espanyolisme des de la seva infància i joventut en la seva Argentona natal, on va ser el fundador de la penya blanc-i-blava d'aquest poble de la comarca del Maresme. És el soci número 1.628.

## RCD Espanyol
El 1997 es va incorporar a l'Àrea Social del Consell d'Administració, que llavors presidia Daniel Sánchez Llibre. El 2004, Collet va ser designat com el conseller responsable de la parcel·la esportiva, quan l'equip passava per un moment molt complicat que va acabar superant. Va tornar a l'òrgan rector del club el 2006 al capdavant de l'Àrea d'Expansió. Collet i el seu equip de treball van impulsar acords, van organitzar actes rellevants i van fomentar la vida social. L'octubre de 2009, Joan Collet va ser nomenat conseller delegat de l'entitat, càrrec que segueix ostentant en l'actualitat i que compagina amb el de president. Com a Conseller Delegat, va liderar el desembarcament del club a l'Estadi RCDE de Cornellà-El Prat. Des d'octubre de 2013, també és membre de la Junta Directiva de la Real Federació Espanyola de Futbol (RFEF).

## Primer president executiu
El 19 de novembre de 2012, Joan Collet va ser designat com el primer president executiu de l'entitat. Des d'aquest moment, compagina la direcció general executiva del club amb la màxima representació institucional de l'entitat. El novembre de 2013, es va publicar el llibre 'Collet, mig segle de passió', editat per Edicions La Grada i escrit pel periodista Manel Rodríguez, que repassa la vida del president blanc-i-blau.